# 文吉 (圖爾高州)
文吉是瑞士的城鎮，位於該國東北部，由圖爾高州負責管轄，面積16.43平方公里，海拔高度470米，2012年人口4,284，四成人口信奉羅馬天主教，人口密度每平方公里261人。